# Bell 207 Sioux Scout
Bell 207 Sioux Scout – amerykański, prototypowy śmigłowiec szturmowy będący uzbrojoną modyfikacją OH-13S.

## Historia
Na początku lat 60. XX wieku amerykanie zaangażowali swoje siły w Wietnamie. Zdobyte tam doświadczenie w użyciu śmigłowców, a także wymogi tamtego pola walki zainicjowały potrzebę wprowadzenia na wyposażenie amerykańskich sił zbrojnych uzbrojonych śmigłowców. Początkowo zdecydowano się na dozbrajanie śmigłowców UH-1 Iroquois przez montaż karabinów maszynowych w drzwiach kabiny ładunkowej. Później powstała wersja UH-1C przeznaczona wyłącznie do zadań szturmowych. Uzbrojenie w postaci niekierowanych i kierowanych pocisków rakietowych umieszczono na podwieszeniach zewnętrznych. Jednakże istniała pilna potrzeba stworzenia maszyny wyłącznie do zadań osłonowych dla innych maszyn oraz do wsparcia sił naziemnych.
Prace nad takim śmigłowcem podjęto w firmie Bell. Przy opracowywaniu nowej konstrukcji przyjęto kilka ważnych założeń. Załoga miała się składać z dwóch osób: pilota i operatora uzbrojenia. Aby zmniejszyć szerokość maszyny zdecydowano się na umieszczenie ich stanowisk, nie obok siebie (jak miało to miejsce w UH-1), lecz w tzw. układzie tandem (jeden za drugim). Ponadto zrezygnowano z kabiny ładunkowej, dzięki czemu osiągnięto mniejsze wymiary bryły śmigłowca. Podstawowym uzbrojeniem maszyny szturmowej miał być szybkostrzelny granatnik lotniczy lub karabiny maszynowe. Założono też, że nowy śmigłowiec musi mieć możliwość przenoszenia zasobników z rakietami kierowanymi lub niekierowanymi na podwieszeniach zewnętrznych.
Wszystkie te założenia zastosowano w nowej maszynie oznaczonej jako Bell 207 Sioux Scout. Śmigłowiec ten powstał na bazie innej maszyny Bella – OH-13S. Oblot maszyny nastąpił 27 czerwca 1963 roku, za sterami zasiadł pilot Al Averill. Próby poligonowe w 11 Dywizji Szturmowej rozpoczęto w styczniu 1964 roku. Testy wykazały m.in. konieczność zastąpienia przestarzałego silnika tłokowego, nowszym turbinowym.
W międzyczasie amerykańskie dowództwo zainicjowało program AAFFS (Advanced Aerial Fire Support System), którego celem był wybór śmigłowca szturmowego. Program ten opierał się koncepcyjnie na opracowaniu śmigłowca mającego walczyć z siłami Układu Warszawskiego w warunkach walki w Europie Środkowej. Do rywalizacji w ramach tego programu stanęły m.in. maszyny trzech producentów – Bell 207 Sioux Scout, Lockheed AH-56 Cheyenne i Sikorsky S-66. Mimo dobrych ocen, śmigłowiec Bell 207 Sioux Scout odpadł w początkowej fazie programu. Do dalszego etapu programu wybrano zaś maszyny AH-56 i S-66, które w lepszym stopniu odpowiadały założeniom programu AAFFS.
Mimo porażki, firma Bell postanowiła kontynuować prace nad swoim śmigłowcem szturmowym. Łącząc rozwiązania ze śmigłowca Bell 207, UH-1B i UH-C stworzono nową maszynę – Bell 209. W połowie lat 60. XX wieku śmigłowiec ten wszedł na uzbrojenie wojsk amerykańskich pod oznaczeniem AH-1 Cobra.
Jedyny prototyp Bell 207 Sioux Scout przekazany został do US Army Aviation Museum w Alabamie.

## Konstrukcja
Prototypowy Bell 207 Sioux Scout był lekką maszyną szturmową w układzie klasycznym. Charakteryzował się on wąskim kadłubem, co było skutkiem zastosowania kabiny załogi w układzie tandem. Pierwszy fotel (licząc od czoła) zajmował operator uzbrojenia. Za nim, na nieznacznym podniesieniu umieszczono drugi fotel, zajmowany przez pilota. Po obu stronach kadłuba umieszczono szczątkowe skrzydła poprawiające własności aerodynamiczne.
Napęd stanowił jeden silnik tłokowy Lycoming TVO-435-B1A, przekazujący moment obrotowy do zespołu przekładni i śmigła ogonowego. Jedynym uzbrojeniem w okresie testów był karabin maszynowy umieszczony w gondoli pod nosem śmigłowca. Jednakże w przyszłości dodatkowe zasobniki z uzbrojeniem miały być montowane na wysięgnikach przymocowanych do skrzydeł szczątkowych.